# 呂傑 (雍正進士)
呂傑（1696年—？年），陝西榆林縣人，清朝將領。雍正二年（1724年）甲辰科武榜眼。

## 生平
由行伍中式雍正二年（1724年）甲辰科武會試第一甲第二名武榜眼（年29歲）。十二月，授侍衛處二等侍衛。六年（1728年）正月，補授直隸張家口右營游擊。後升任參將。